# BOOMERanG

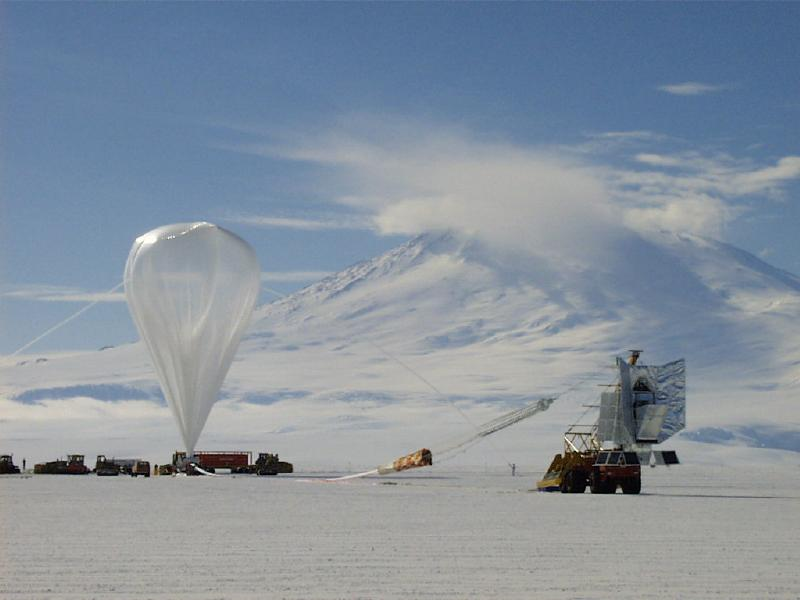
příprava balonu na vypuštění

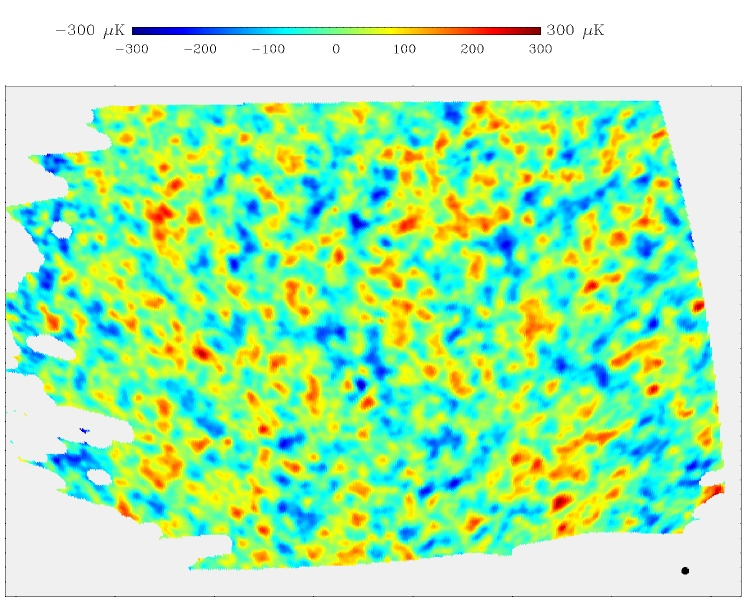
naměřená anisotropie reliktního záření

Experiment BOOMERanG (Balloon Observations Of Millimetric Extragalactic Radiation and Geophysics) se zabýval měřením reliktního záření při suborbitálních letech balónů. Celkem proběhly tři lety, v roce 1997 testovací let nad Severní Amerikou a v letech 1998 a 2003 dva vědecké lety nad Antarktidou. Balon nesl zrcadlo o průměru 1,2 metru, detektory chlazené na 0,28 K, celková vynášená hmotnost byla asi 1 400 kg. Rozlišovací schopnost detektoru byla pouze několik desetin úhlového stupně, což byla mnohem větší přesnost než byla schopna poskytnout COBE. Oproti COBE však bylo možné proměřit anisotropii reliktního záření pouze v malém výseku oblohy.